# أليجرا أكوستا
أليجرا أكوستا (بالإنجليزية: Allegra Acosta)‏ هي مغنية وممثلة أمريكية، ولدت في 12 ديسمبر 2002 في إل باسو في الولايات المتحدة.

## وصلات خارجية
- أليجرا أكوستا على موقع IMDb (الإنجليزية)
- أليجرا أكوستا على موقع قاعدة بيانات الفيلم (الإنجليزية)